# Wakea madinika
A Wakea madinika a kétéltűek (Amphibia) osztályába, a békák (Anura) rendjébe és az aranybékafélék (Mantellidae) családba tartozó Boehmantis nem monotipikus faja. A nem nevét David Burton Wake amerikai herpetológus és felesége, Marvalee H. Wake tiszteletére kapta.

## Elterjedése
A faj Madagaszkár endemikus faja. Természetes élőhelye szubtrópusi és trópusi párás síkvidéki erdők, időszakos édesvizű mocsarak, ültetvények.

## Megjelenése
A Wakea madinika az aranybékafélék legkisebb ismert faja; a hímek mérete 11–13 mm, a nőstényeké 15–16 mm. A negyedik ujja rövidebb agy maximum olyan hosszú, mint a második. A bőre a hátán sima. Háta világosbarna vagy vöröses, szürkés oldala felé határozott határvonallal. Hátának hátsó részén egy pár feketés színű folt látható. Hasi oldala ezüstös, áttetsző árnyalatú.

## Természetvédelmi helyzete
A fajra leselkedő veszélyekről nagyon kevés információ áll rendelkezésre, bár a faj niylvánvalóan alkalmazkodóképes.